# Jeremias Benjamin Richter
Jeremias Benjamin Richter (Jelenia Góra, 10 de março de 1762 - Berlim, 14 de abril de 1807) foi um químico alemão. Foi assessor do departamento de minas e químico da fábrica de porcelana real em Berlim. É conhecido por apresentar o termo estequiometria.